# Kỳ Tây
Kỳ Tây là một xã thuộc huyện Kỳ Anh, tỉnh Hà Tĩnh, Việt Nam.

## Địa lý
Xã Kỳ Tây nằm ở phía tây huyện Kỳ Anh, có vị trí địa lý:
- Phía đông giáp xã Kỳ Hợp và xã Kỳ Văn
- Phía tây giáp xã Kỳ Thượng
- Phía bắc giáp các xã Kỳ Phong, Kỳ Trung và huyện Cẩm Xuyên
- Phía nam giáp xã Kỳ Lâm và xã Kỳ Thượng.

## Lịch sử
Năm 1986, 230 hécta diện tích tự nhiên với 308 người của xã Kỳ Tây được tách ra cùng với một phần diện tích và dân số các xã Kỳ Lâm và Kỳ Tân để thành lập xã Kỳ Hợp. Sau khi chia tách, xã Kỳ Tây còn 7.281 hécta với 3.385 người
Năm 2004, 334,10 ha diện tích tự nhiên của xã Kỳ Tây được tách ra cùng với một phần diện tích và dân số các xã Kỳ Giang, Kỳ Văn, Kỳ Phong và Kỳ Tiến để thành lập xã Kỳ Trung.
Ngày 18 tháng 7 năm 2024, HĐND tỉnh Hà Tĩnh ban hành Nghị quyết số 188/NQ-HĐND về việc sáp nhập thôn Tân Xuân vào thôn Tây Xuân.